# دييغو مويانو
دييغو مويانو (بالإسبانية: Diego Moyano)‏ مواليد 14 مارس 1975 في بوينس آيرس، الأرجنتين، هو لاعب كرة مضرب أرجنتيني سابق بدأ مسيرته كمحترف سنة 1997 وكان يلعب باليد اليمنى. أعلى تصنيف له في الفردي كان المركز الـ 130 في سنة 2000. أعلى تصنيف له في الزوجي كان المركز الـ 158 في سنة 2004.

## النهائيات

### الفردي: (4)
| الرقم | السنة | الدورة          | الأرضية | المنافس في النهائي | النتيجة في النهائي |
| ----- | ----- | --------------- | ------- | ------------------ | ------------------ |
| 1.    | 2000  | بودابست، المجر  | ترابية  | فاسيليس مازاراكيس  | 6–3, 6–0           |
| 2.    | 2000  | سانتياغو, تشيلي | ترابية  | سيباستيان بريتو    | 6–3, 6–2           |
| 3.    | 2002  | بوداورس، المجر  | ترابية  | جيري فانيك         | 4–6, 6–3, 6–4      |
| 4.    | 2003  | لوغانو، سويسرا  | ترابية  | اليكس كالاترافا    | 6–4, 1–6, 7–6(7–4) |

## روابط خارجية
- دييغو مويانو على موقع رابطة محترفي التنس (الإنجليزية)
- دييغو مويانو على موقع الاتحاد الدولي لكرة المضرب (الإنجليزية)
- دييغو مويانو على موقع خلاصة التنس.كوم (الإنجليزية)